# アイヴ・ビーン・エクスペクティング・ユー
『アイヴ・ビーン・エクスペクティング・ユー』（I've Been Expecting You）は、1998年にリリースされたロビー・ウィリアムズの2枚目のスタジオ・アルバム。

## 訴訟問題
1998年、ロビーはアルバムの7曲目に収録されていた「ジーザス・イン・ア・キャンパー・ヴァン」の歌詞の一部がルードン・ウェインライト3世の楽曲「アイ・アム・ザ・ウェイ」からの盗用だとしてラドロー・パブリッシングから訴えを起こされる。ロビーは問題とされている箇所についてドラッグのリハビリを行っていた際に若い男がその箇所を発言していたのを聞いたのが最初であり、それがウェインライトの曲から採られたものだとは曲をレコーディングした後に分かったと主張した。ロビーの代理人はこの事をウェインライトに電話で知らせたが、そもそも「アイ・アム・ザ・ウェイ」はウディ・ガスリーの「ニューヨーク・タウン」のパロディとして制作されたものであり、権利を持っているのはガスリー側だったため、ウェインライトにはどうすることもできなかった。2002年、ラドロー・パブリッシングが勝訴し、「ジーザズ・イン・ア・キャンパー・ヴァン」が得た収入のうち25％を受け取ることになった。その後、アルバムから「ジーザズ・イン・ア・キャンパー・ヴァン」は削除され、代わりにシングルでのみ発売されていた「イッツ・オンリー・アス」に差し替えられることになった。
2019年10月にラウンドハウス・ロンドンで行われたショーの中でロビーは「ジーザス・イン・ア・キャンパー・ヴァン」を歌ったが、MCで「この曲の歌詞のせいで250万ポンドも払った」と明かしている。

## 収録曲
| #   | タイトル | 作詞・作曲                                              | 時間 |
| --- | --- | ------------------------------------------------------- | ---- |
| 1.  | 「ストロング」(Strong)                                                                                         | ロビー・ウィリアムズ、Guy Chambers                      | 4:39 |
| 2.  | 「ノー・リグレッツ」(No Regrets)                                                                               | ウィリアムズ、Chambers                                  | 5:10 |
| 3.  | 「ミレニアム」(Millennium)                                                                                     | ウィリアムズ、Chambers、Leslie Bricusse、ジョン・バリー | 4:07 |
| 4.  | 「フェニックス・フロム・ザ・フレームス」(Phoenix from the Flames)                                              | ウィリアムズ、Chambers                                  | 4:02 |
| 5.  | 「ウィン・サム・ルーズ・サム」(Win Some Lose Some)                                                             | ウィリアムズ、Chambers                                  | 4:18 |
| 6.  | 「グレイス」(Grace)                                                                                            | ウィリアムズ、Chambers                                  | 3:13 |
| 7.  | 「ジーザス・イン・ア・キャンパー・バン」(Jesus in a Camper Van)                                                | ウィリアムズ、Chambers、Loudon Wainwright III           | 3:39 |
| 8.  | 「ヘブン・フロム・ヒア」(Heaven from Here)                                                                     | ウィリアムズ、Chambers                                  | 3:05 |
| 9.  | 「カーマ・キラー」(Karma Killer)                                                                               | ウィリアムズ、Chambers                                  | 4:28 |
| 10. | 「シーズ・ザ・ワン」(She's the One)                                                                            | Karl Wallinger                                          | 4:18 |
| 11. | 「マン・マシーン」(Man Machine)                                                                                | ウィリアムズ、Chambers                                  | 3:35 |
| 12. | 「ジーズ・ドリームス」(These Dreams)                                                                           | ウィリアムズ、Chambers                                  | 5:08 |
| 13. | 「スタンド・ユア・グラウンド (ヒッデン・トラック)」(Stand Your Ground (hidden track))                          | ウィリアムズ、Chambers                                  | 3:28 |
| 14. | 「ストーカーズ・デイ・オフ (ヒッデン・トラック)」(Stalker's Day Off (I've Been Hanging Around) (hidden track)) | ウィリアムズ、Chambers、Fil Eisler                      | 3:43 |